# Marcos Ji Tianxiang
Marcos Ji Tianxiang (Distrito de Jizhou, Hengshui, Hebei, China, 1834 – ibid., 7 de julio de 1900) fue un médico católico chino que fue mártir durante el levantamiento de los bóxers. Fue canonizado el 1 de octubre del año 2000 por el Papa Juan Pablo II.

## Primeros años y carrera
Ji, nació en el seno de una familia cristiana y adinerada. Fue bien educado. Se casó y fue un hombre de familia. Estudió para médico cirujano.
Era un cristiano piadoso, siempre yendo a confesarse y mayormente pasando tiempo en oración, asistiendo a misa, y otorgaba ciertos tratamientos gratuitos a sus pacientes pobres. Gozaba de estima, por lo que se le encomendó la administración de los bienes de su pequeña comunidad cristiana.
A los 40 años contrajo una enfermedad abdominal el cual el único tratamiento para aliviar el dolor era tomar opio, pero al tiempo se volvió adicto al mismo. Intentó desintoxicarse por veinte años, pero no lo logró.
Su sacerdote confesor le otorgó la absolución, sin embargo, decidió excluirlo del sacramento de la Eucaristía, al verlo recaer. Marcos continuaba luchando y asistía a misa continuamente y se convenció de que sólo el martirio podría abrirle el camino a la Vida Eterna, ya que no podía liberarse de la droga. No recibió el sacramento por varios años, pero finalmente, después de ser un fiel y asiduo asistente a la iglesia, pudo recibir los sacramentos. Sabía que el Señor quería su corazón aunque no lograra mejorar su vida.

## Martirio
Diez años después, el 7 de julio de 1900, durante la Rebelión de los boxers, llegaron éstos a su aldea, y Marcos y su familia, (hijos, nietos y nueras) trece personas en total ante la amenaza de los bóxers, se refugiaron en el cementerio local, sin embargo fueron hallados y apresados.
Los bóxers, le dijeron que renunciara a su fe católica, y sus conocidos y clientes que había beneficiado con su profesión de médico, también se lo dijeron, para que obtuviera el perdón de los boxers y no los dañaran. Sin embargo, no lo hicieron. No entregaron sus medallas ni escapularios que tenía con él.
Ji rogó a los rebeldes que lo mataran al último para poder orar y animar a su familia a morir como mártires y, no tener que morir solos. No renunció a su fe católica, sino que entonó letanías a la Virgen María por lo que fue decapitado. Así redimió con su vida, su imposible rehabilitación de su adicción al opio.

## Santidad
La causa de beatificación de Marcos Ji Tianxiang, fue incluida en el grupo llamado San León Ignacio Mangin y compañeros. El reconocimiento de su martirio fue hecho el 22 de febrero de 1955. Fue beatificado el 17 de abril del mismo año por el Papa Pío XII junto con otros 120 mártires chinos, incluido Agustín Zhao Rong. Fue canonizado por el Papa Juan Pablo II el 1 de octubre de 2000. La festividad en su nombre es el 7 de julio. Se considera el santo patrono de los adictos a las drogas.